# Primera División 2014 (Argentina)
La Primera División 2014, nota anche come Torneo de Transición 2014 o Torneo de Primera División «Dr. Ramón Carrillo» 2014, è stata l'85ª edizione del massimo torneo calcistico argentino. La competizione, il cui avvio è stato posposto di una settimana per la morte di Julio Grondona, è iniziata l'8 agosto 2014 ed è terminata il 14 dicembre.
In vista dell'allargamento del massimo torneo argentino a 30 squadre a partire dal 2015, non vi sono state retrocessioni ed il campionato è durato solamente quattro mesi, per un totale di 19 giornate.

## Squadre partecipanti
All Boys, Argentinos Juniors e Colón, retrocesse nella stagione precedente, vengono rimpiazzate dalle neo-promosse Banfield, Defensa y Justicia e Independiente, rispettivamente prima, seconda e terza classificata in Primera B Nacional 2013-2014.
| Club               | Città            | Allenatore                 |
| ------------------ | ---------------- | -------------------------- |
| Arsenal Sarandí    | Sarandí          | Martín Palermo             |
| Atlético Rafaela   | Rafaela          | Néstor Sensini             |
| Banfield           | Banfield         | Matías Almeyda             |
| Belgrano           | Cordoba          | Ricardo Zielinski          |
| Boca Juniors       | Buenos Aires     | Carlos Bianchi             |
| Defensa y Justicia | Florencio Varela | Darío Franco               |
| Estudiantes (LP)   | La Plata         | Mauricio Pellegrino        |
| Gimnasia (LP)      | La Plata         | Pedro Troglio              |
| Godoy Cruz         | Mendoza          | Carlos Mayor               |
| Independiente      | Avellaneda       | Jorge Almirón              |
| Lanús              | Lanús            | Guillermo Barros Schelotto |
| Newell's Old Boys  | Rosario          | Gustavo Raggio             |
| Olimpo             | Bahia Blanca     | Walter Perazzo             |
| Quilmes            | Quilmes          | Pablo Quatrocchi           |
| Racing Club        | Avellaneda       | Diego Cocca                |
| River Plate        | Buenos Aires     | Marcelo Gallardo           |
| Rosario Central    | Rosario          | Miguel Ángel Russo         |
| San Lorenzo        | Buenos Aires     | Edgardo Bauza              |
| Tigre              | Victoria         | Fabián Alegre              |
| Vélez Sarsfield    | Buenos Aires     | José Flores                |

## Classifica
Aggiornata al 15 dicembre 2014.
|  | Pos. | Squadra            | Pt | G  | V  | N | P  | GF | GS | DR  |
|  | ---- | ------------------ | -- | -- | -- | - | -- | -- | -- | --- |
|  | 1.   | Racing Club        | 41 | 19 | 13 | 2 | 4  | 30 | 16 | +14 |
|  | 2.   | River Plate        | 39 | 19 | 11 | 6 | 2  | 34 | 13 | +21 |
|  | 3.   | Lanús              | 35 | 19 | 10 | 5 | 4  | 28 | 23 | +5  |
|  | 4.   | Independiente      | 33 | 19 | 10 | 3 | 6  | 31 | 29 | +2  |
|  | 5.   | Boca Juniors       | 31 | 19 | 9  | 4 | 6  | 25 | 23 | +2  |
|  | 6.   | Estudiantes (LP)   | 31 | 19 | 9  | 4 | 6  | 23 | 23 | 0   |
|  | 7.   | Tigre              | 26 | 19 | 8  | 2 | 9  | 30 | 26 | +4  |
|  | 8.   | San Lorenzo        | 26 | 19 | 8  | 2 | 9  | 26 | 22 | +4  |
|  | 9.   | Arsenal Sarandí    | 26 | 19 | 7  | 5 | 7  | 27 | 25 | +2  |
|  | 10.  | Belgrano           | 25 | 19 | 7  | 4 | 8  | 26 | 26 | 0   |
|  | 11.  | Vélez Sarsfield    | 25 | 19 | 7  | 4 | 8  | 21 | 22 | -1  |
|  | 12.  | Newell's Old Boys  | 25 | 19 | 6  | 7 | 6  | 21 | 24 | -3  |
|  | 13.  | Atlético Rafaela   | 25 | 19 | 7  | 4 | 8  | 25 | 29 | -4  |
|  | 14.  | Gimnasia (LP)      | 24 | 19 | 6  | 6 | 7  | 16 | 15 | +1  |
|  | 15.  | Rosario Central    | 21 | 19 | 6  | 3 | 10 | 21 | 28 | -7  |
|  | 16.  | Godoy Cruz         | 21 | 19 | 5  | 6 | 8  | 31 | 39 | -8  |
|  | 17.  | Banfield           | 20 | 19 | 5  | 5 | 9  | 25 | 25 | 0   |
|  | 18.  | Defensa y Justicia | 20 | 19 | 5  | 5 | 9  | 19 | 30 | -11 |
|  | 19.  | Olimpo             | 19 | 19 | 4  | 7 | 8  | 15 | 22 | -7  |
|  | 20.  | Quilmes            | 12 | 19 | 2  | 6 | 11 | 17 | 31 | -14 |

Legenda:

      Campione d'Argentina e ammessa alla Coppa Libertadores 2015
Note:

Tre punti a vittoria, uno a pareggio, zero a sconfitta.

### Classifica marcatori
Aggiornata al 2 dicembre 2014.
| Gol | Rigori |  | Giocatore            | Squadra            |
| --- | ------ |  | -------------------- | ------------------ |
| 11  | 1      |  | Lucas Pratto         | Vélez Sarsfield    |
| 11  | 2      |  | Maxi Rodríguez       | Newell's Old Boys  |
| 11  | 2      |  | Silvio Romero        | Lanús              |
| 10  |        |  | Gustavo Bou          | Racing Club        |
| 10  |        |  | Teófilo Gutiérrez    | River Plate        |
| 10  |        |  | Federico Mancuello   | Independiente      |
| 9   |        |  | Jaime Ayoví          | Godoy Cruz         |
| 7   |        |  | Brahian Alemán       | Arsenal Sarandí    |
| 7   | 2      |  | Rubén Ramírez        | Godoy Cruz         |
| 6   |        |  | Carlos Luna          | Tigre              |
| 6   |        |  | Emilio Zelaya        | Arsenal Sarandí    |
| 5   |        |  | Gabriel Hauche       | Racing Club        |
| 5   |        |  | Leonardo Pisculichi  | River Plate        |
| 4   | 1      |  | Washington Camacho   | Defensa y Justicia |
| 4   |        |  | Brian Fernández      | Defensa y Justicia |
| 4   | 1      |  | Gonzalo Klusener     | Quilmes            |
| 4   |        |  | Juan Martín Lucero   | Independiente      |
| 4   | 1      |  | Diego Milito         | Racing Club        |
| 4   |        |  | Rodrigo Mora         | River Plate        |
| 4   |        |  | Sebastián Penco      | Independiente      |
| 4   | 1      |  | Santiago Salcedo     | Banfield           |
| 4   |        |  | José Adolfo Valencia | Rosario Central    |
| 4   |        |  | Pablo Vegetti        | Gimnasia La Plata  |